# Зелёный змий (мультфильм)
«Зелёный змий» — советский рисованный мультфильм студии «Союзмультфильм».

Владимир Полковников в 1962 году снял остросатирический фильм «Зелёный змий» о вреде алкоголизма и борьбе с самогоноварением.
— Сергей Капков «Наши мультфильмы»

## Сюжет
Борьба против самогоноварения, грабежа и пьянства. Ведьма и Чёрт воруют с колхозного поля свёклу и запускают самогонный аппарат, который превращается в Зелёного змия. Самогон они продают людям и копят деньги, пока их не увозят в милицейской машине. Зелёный змий остаётся и выбирает новые жертвы. Он проживёт, пока есть пьяницы, жулики и ротозеи.
Когда Чёрт включает телевизор, на экране Мефистофель поёт свою арию из оперы Гуно «Фауст». Подражая ему, Чёрт поёт про самогон.
Персонажи: Ведьма — похожа на женщину из деревни, носит платок и юбку.
Чёрт — похож на деревенского мужика, носит рубашку, штаны, валенки и фуфайку.
Сова — служит на посылках и разведчик.
Зелёный змей — главный помощник, помогает делать самогон.

## Создатели
- Сценарий — Климентий Минц
- Текст песен — Виктор Боков
- Режиссёр — Владимир Полковников
- Художник-постановщик — Гражина Брашишките
- Композитор — Юрий Левитин
- Оператор — Михаил Друян
- Ассистент оператора — Н. Наяшкова
- Звукооператор — Николай Прилуцкий
- Редактор — Пётр Фролов
- Ассистенты режиссёра: Владимир Тарасов, Н. Орлова, Л. Кукина
- Художники-мультипликаторы: Борис Чани, Галина Баринова, Михаил Ботов, Владимир Крумин, Игорь Подгорский, Николай Фёдоров, Виолетта Карп
- Художник-декоратор — Ольга Геммерлинг
- Директор картины — Фёдор Иванов
- Создатели приведены по титрам мультфильма.

## Роли озвучивали
- Татьяна Струкова — Ведьма
- Григорий Шпигель — Чёрт
- Анатолий Папанов — Зелёный змий